# Sandhamn (Värmdö)
Pour les articles homonymes, voir Sandhamn.
Sandhamn (qui signifie « port de sable ») est une île de Suède située sur la mer Baltique.
Elle fait partie de l'archipel de Stockholm. La population de ce petit port de pêcheurs n'excède pas les 110 habitants. Le tourisme y est développé grâce à des liaisons maritimes Stockholm-Sandhamn régulières en été. En effet, la capitale suédoise et Sandhamn sont reliées par des canaux plus ou moins étroits.
Plusieurs activités nautiques sont proposées comme la voile ou le ski nautique. Sont fréquentées les plages de Fläskberget (au nord-ouest de l'île) et Trouville (au sud-est), cette dernière nommée ainsi à la fin du XIXe siècle pour en faire la promotion, la station balnéaire française de Trouville étant réputée au sein de la bourgeoisie suèdoise,.
Cette île est le lieu où se déroule l'action du roman La Reine de la Baltique de l'écrivaine suédoise Viveca Sten. Une adaptation de cet ouvrage pour la télévision, dont le lieu de tournage est également Sandhamn, est diffusée dans les pays francophones sous le titre de Meurtres à Sandhamn.